# Математика оригамі
Мистецтво складання з паперу, або оригамі, налічує вже кілька сотень років. В останні десятиліття в даному виді мистецтва стали використовуватися досягнення математики. Подібні дослідження займаються питаннями різних геометричних побудов і в чомусь схожі на відповідний розділ математики — Побудова за допомогою циркуля та лінійки. Крім цього, математика оригамі розв'язує питання про можливість плоского складання, а також питання про можливість жорсткого складання якоїсь моделі. Дані роботи, крім чисто академічного інтересу для математиків, мають і практичну цінність як для оригамістів, так і для інженерів.

## Геометричні побудови
Згідно з класичним оригамі, об'єктом складання є нерозмічений квадратний аркуш паперу, без розрізів.
З точки зору математики оригамі, метою оригаміста є точне визначення місця розташування однієї або більше точок листа, які задають складки, необхідні для формування остаточного об'єкта. Процес складання передбачає виконання послідовності чітко визначених дій за такими правилами:
- Лінія визначається або краєм листа, або лінією згину паперу.
- Точки визначаються перетинами ліній.
- Всі складки визначаються єдиним чином — шляхом поєднання різних елементів аркуша — ліній або крапок.
- Згин формується єдиною складкою, причому в результаті складання фігура залишається плоскою.

Останній пункт сильно обмежує можливості складання, дозволяючи тільки одну складку за раз. На практиці навіть найпростіші моделі оригамі передбачають створення декількох складок за одну дію.

## Наближені побудови
З практичної точки зору, наближені побудови становлять нітрохи не менший інтерес, ніж математично строгі. У більшості реальних застосувань, помилки у відстанях менше 0,5 % сторони квадрата рідко мають значення. До того ж важливим критерієм того чи іншого методу побудови є його ранг — кількість складок, необхідних для того, щоб відкласти задану пропорцію. Бажано також по можливості залишити внутрішню область квадрата НЕ м'ятою, створивши лише невеликі мітки по краях листа.

## Плоске складання
Маршал Берн і Баррі Хаєс довели, що складання схеми складок в плоску фігуру є NP-повною задачею.

## Жорстке оригамі
Проблема жорсткого оригамі, що розглядає складки як петлі, що з'єднують дві плоскі, абсолютно тверді поверхні, подібні листам бляхи, надзвичайно важлива практично. Наприклад, згин мапи Міури — схема жорсткого складання, яка використовувалася для розгортання великих установок сонячних батарей на космічних супутниках.